# Ann Vriend

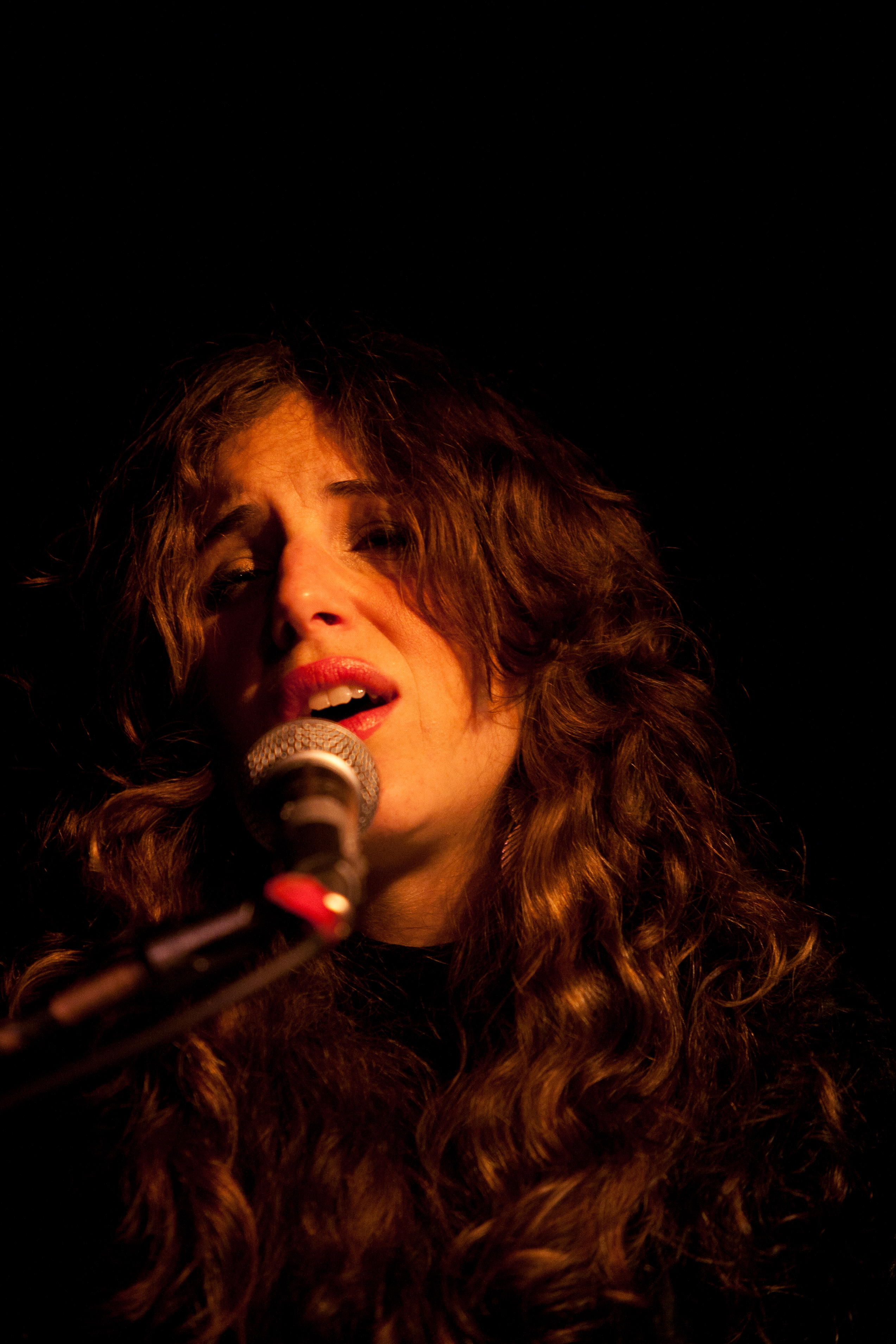
Ann Vriend

Ann Vriend (geb. in Vancouver) ist eine kanadische Singer-Songwriterin und Pianistin aus Edmonton, Alberta.

## Leben

### Jugend, Ausbildung und Debütalbum 2003
Ihre Eltern erkannten und förderten früh ihr musikalisches Talent. Mit drei Jahren nahm sie ersten Geigen- und mit neun begann sie mit Klavierunterricht. Während der Schulzeit begann sie erste Songs zu schreiben und zu komponieren und spielte in mehreren Bands. Sie studierte später an der University of Alberta und am King’s University College in Edmonton einige Semester Klassische Musik, bevor sie ab 1998 an der MacEwan University eine zweijährige Musikausbildung absolvierte.
Nach dem erfolgreichen Abschluss ihres Studiums veröffentlichte Ann Vriend im Jahre 2000 ein Demo, das schon recht bald von Radiostationen entlang der gesamten Westküste Kanadas gespielt wurde. Dies brachte ihr einen Auftritt beim Edmonton Folk Music Festival 2001 ein. Später konnte sie einen Songwriter-Wettbewerb gewinnen. Dadurch begünstigt verschlug es sie nach Nashville, wo sie sich das Geld für ihr Debütalbum Soul Unravelling verdiente, das 2003 veröffentlicht wurde.

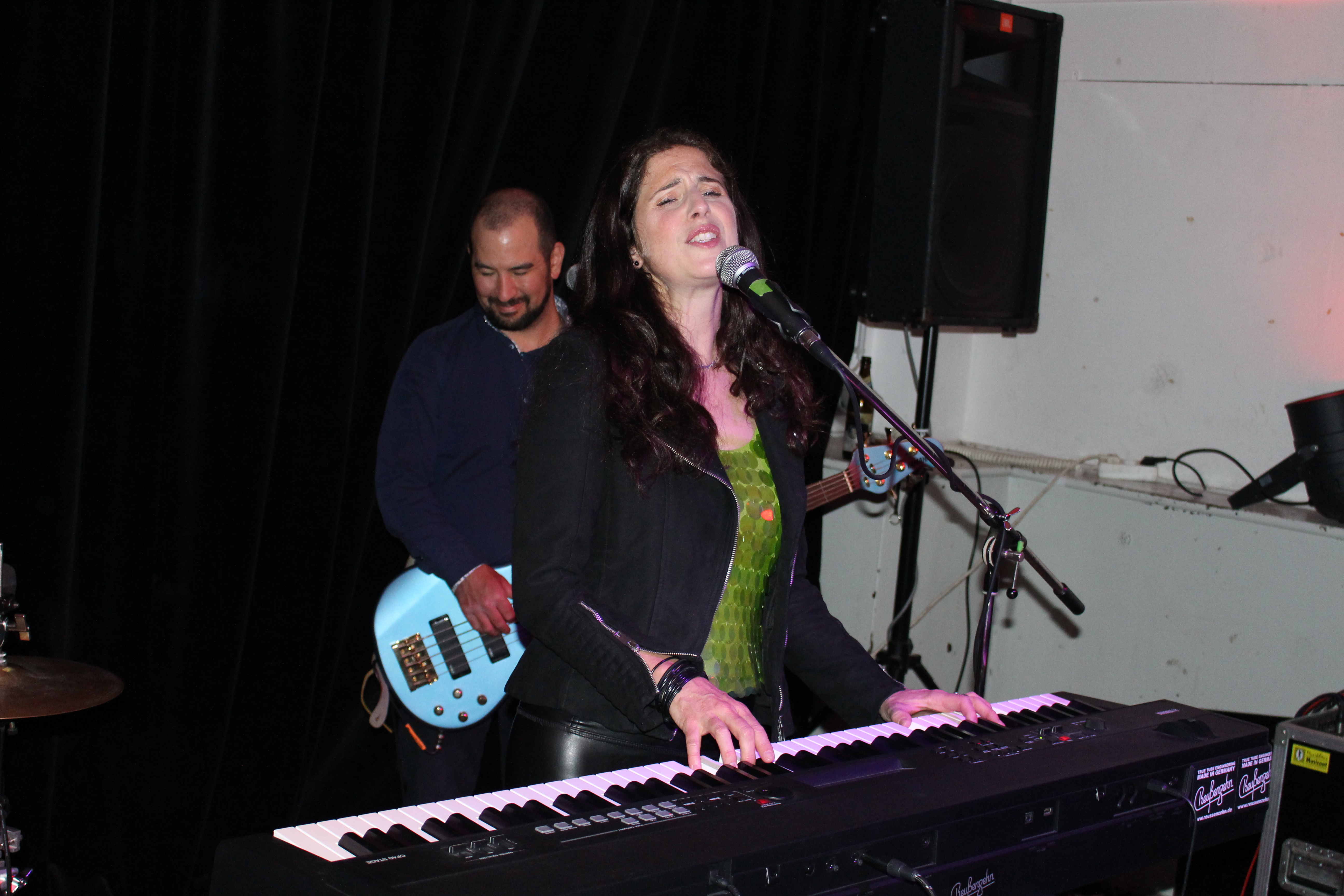
Pianistin Ann Vriend in Mannheim (2022)

### Weitere Studio- und Live-Alben 2005–2010
Zwei Jahre später wurde ihr 2. Album Modes of Transport veröffentlicht. Der Titel Feeling' Fine von diesem Album wurde von einer lokalen Adult-Contemporary-Station in die Heavy Rotation aufgenommen. Das 3. Album When We Were Spies wurde am 11. März 2008 veröffentlicht. Es wurde von Douglas Romanow produziert, der für einen Juno nominiert wurde. Das Album wird von modernen Pop-Sounds geprägt. Der Titel St. Paul schaffte es in ihrer Heimatstadt Edmonton bis in die „Heavy Rotation“. Außerdem war er bei Hörfunkstationen in Toronto und Köln in den Top 30 vertreten. Mitte 2008 wurde für (If We Are Not) Spies das erste Musikvideo von Ann Vriend veröffentlicht.
Ann Vriend ist durch Kanada, Australien und Europa getourt, wobei sie sowohl als Solo-Künstlerin als auch zusammen mit einer Band aufgetreten ist. Live-Aufnahmen von den Shows der Jahre 2008 und 2009 wurden zusammen mit
neuen Songs, die live-off-the-floor entstanden, Ende 2009 als Closer Encounters veröffentlicht. Von den beiden neuen Songs auf diesem Album (A Dollar and a Suitcase und On Your Street) wurden Videos angefertigt, die 2010 veröffentlicht wurden.
Im August 2010 hatte Ann Vriend einen Auftritt bei der bekannten australischen Show Spicks and Specks. Auch wurde sie bereits in einem regionalen News-Programm in den Niederlanden gefeaturet. Bei Network-TV-Stationen in Kanada sowie Australien ist sie ebenfalls aufgetreten.
Ann Vriend ist außerdem Kuratorin und Gastgeberin von Edmonton's „Bluebird North Performance Series“.

### Zehn Jahre im Musikbusiness 2011–2014
Mit Love & Other Messes wurde Anfang 2011 nach fast drei Jahren ein weiteres Studioalbum von Ann Vriend veröffentlicht. Auf dem Album wird eine aus sieben Mitgliedern bestehende Band gefeaturet. Darunter befanden sich auch die Sängerinnen Coco Love Alcorn sowie Chloe Albert. Des Weiteren befindet sich auf dem Album auch ein Duett mit Matt Epp. Die Aufnahme, die übrigens von Ann Vriend selbst produziert wurde, ist von Countrymusik, Muscle Shoals, klassischem R&B sowie Motown-Sounds beeinflusst. Für Graffity on my Heart veröffentlichte Ann Vriend ein Video. Das Album befand sich in den Album-Charts des Radiosenders CKUA zwei Wochen lang auf Platz 1. Die Zeitung Toronto Star bedachte das Album im Rahmen einer Besprechung mit 3,5 von 4 Sternen.
Anlässlich der Verlobung von Prinz William und Catherine Middleton sang Ann Vriend Anfang 2011 zu der von kanadischen Musikerkollegen produzierten Single William and Kate, die Januar erstmals auf YouTube zu sehen war. Im Juli 2013 gewann sie die nationale “She’s the One” Emerging Female Artist Competition auf dem RBC Bluesfest Festival in Ottawa.
Im März 2014 erschien ihr 5. Studioalbum For The People In The Mean Time. Nach einigen Auftritten in Kanada war sie dann bis Anfang Mai in den Niederlanden und Deutschland auf Tournee.

## Musikstil
Der Musikstil von Ann Vriend lässt deutlich die Einflüsse von Paul Simon, Leonard Cohen sowie Cat Stevens erkennen. Ihre ausgeprägte Stimme wurde mit der klaren und verletzlichen Stimme von Dolly Parton, der verspielten Stimme von Cyndi Lauper sowie mit den kraftvollen Stimmen von Aretha Franklin und Etta James verglichen.

## Jüngste Karriere-Highlights
- Gewinnerin Maple Blues Award 2017 "Cobalt Music Prize" für Komposition und Aufnahme von   "All That I Can"
- Veröffentlichung der EP "Everybody's different" - #1 der CJSR-Charts (Edmonton), #5 bei Soundslike Café   (Australien), #19 der CKUA-Charts (Kanada), #90 der             North American overall campus charts
- Siegerin des landesweiten Wettbewerbs "She's The One" beim Ottawa Bluesfest
- Nominierung für Sängerin des Jahres bei den Edmonton Music Awards 2017
- Einladung für einen Auftritt beim  Reeperbahn Festival
- Berichte in den Zeitschriften Songwriter's Association of Canada Magazine sowie Elle   Magazine
- Auftritte bei Arte TV (Deutschland) sowie "Spicks and Specks (Australien)
- Unterstützung der The Rooster Davis Group im Halbfinale der Memphis Blues Challenge 2016

## Erwähnenswerte Auftritte
- Kitchener Blues Festival (August 2017)
- Calgary Bluesfest
- Ottawa Bluesfest
- Burlington Sound Of Music Festival
- Edmonton & Calgary Folk Music Festivals
- Woodford Folk Music Festival (Australien)
- Port Fairy Music Festival (Australien)
- Australia Blues Festival
- Lethbridge Jazz and Blues Festival
- Medicine Hat Jazz Festival
- Kanadisches Kulturzentrum in Paris, Frankreich
- Vinyl Cafe mit Stuart MacClean, CBC Radio, Kanada
- Radio National (Australien), "The Inside Sleeve"
- Kanadische Botschaft Belgien (Kanadatag 2014)
- Neuköllner Oper (Berlin)
- Radio Bremen, Deutschland
- Kanadische Touristenevents (Sydney, London, Melbourne, St. Louis, Washington D.C.,   Frankfurt) sowie The Basement (Sydney)
- Commonwealth Games (Melbourne)
- New York City: Bitter End, CBGB's, Fez, Arlene’s Grocery, Rockwood Music Hall
- Koerner Hall (Toronto)

## Diskografie
- 2003: Soul Unravelling
- 2005: Modes of Transport
- 2007: The Clandestine EP
- 2008: When We Were Spies
- 2009: Closer Encounters
- 2011: Love & Other Messes
- 2014: For The People In The Mean Time
- 2017: Everybody’s different (EP)
- 2019: Flame (EP)
- 2022: Everybody Matters